# 上喉頭神経
上喉頭神経（じょうこうとうしんけい）（羅名 N. laryngrus superior）は、下神経節で迷走神経から分枝し、下行して喉頭の上部に達してから内外の2枝に分かれ外枝は主として運動性なので、喉頭咽頭筋の外面に沿って下行して、喉頭咽頭筋と輪状甲状筋を支配する。内枝は知覚性なので、上喉頭動脈とともに舌骨と甲状軟骨の間に張っている膜を貫き喉頭の内部へ入って、舌根、喉頭蓋、喉頭の粘膜を支配する。

## 支配筋
- 喉頭咽頭筋
- 輪状甲状筋